# Esteban Gutiérrez Fernández
Esteban Gutiérrez Fernández (Oviñana, 20 ottobre 1960) è un ex calciatore spagnolo, di ruolo difensore.

## Carriera

### Sporting Gijón
Il 4 settembre 1982 debutta nella massima serie spagnola in una partita pareggiata 1-1 in casa del Málaga. Conclude la prima stagione tra i professionisti con 24 presenze, delle quali 19 da titolare, e un'ammonizione. Nella stagione successiva, sotto la guida di Vujadin Boškov, gioca 31 partite, tutte da titolare.
A causa di un infortunio salta la maggior parte della stagione 1984-1985 e scende in campo nove volte. Lo Sporting de Gijón conclude il campionato al quarto posto.
Nella stagione 1985-86 gioca 34 partite da titolare senza mai essere sostituito e segna i primi gol da professionista. In totale nella stagione segna 6 gol (4 su rigore), il primo dei quali alla terza giornata contro il Betis. Viene schierato anche in due partite di Coppa UEFA contro il Colonia, dove gli spagnoli vengono eliminati dai tedeschi ai Trentaduesimi di finale. Il Colonia raggiunse la finale ma perse contro il Real Madrid.
Nella stagione successiva gioca per 3556 minuti, collezionando 40 presenze e segna due gol su rigore.
Nella sua ultima stagione a Gijón l'asturiano scende in campo 30 volte, prima di passare al Real Madrid nell'estate del 1988.

### Real Madrid
Nella prima stagione a Madrid vince il campionato, la Coppa del Re e la Supercoppa spagnola, scendendo in campo 27 volte. Nella stagione successiva vince nuovamente il campionato e la Supercoppa ma gioca sette partite.
Con la squadra della capitale colleziona anche 7 presenze e un gol in Coppa dei Campioni.

### Real Saragozza e ultimi anni
Nel 1990 si trasferisce al Real Saragozza. Esordisce il 9 settembre in una partita persa per 1-0 in casa del Logroñés. Con gli aragonesi colleziona anche 4 presenze senza gol in Coppa UEFA nella stagione 1992-1993. Lascia il club nel 1994, dopo una stagione in cui deve fare i conti con un infortunio che lo tiene lontano dal campo dalla prima alle ultime sei giornate di campionato. Aggiunge comunque al suo palmarès la sua seconda Coppa del Re. La sua ultima partita giocata con la maglia del Real Saragozza è una vittoria per 4-1 in casa del Real Madrid, sua ex squadra.
Nella stagione 1994-1995 gioca con il Racing Club de Ferrol, squadra della Galizia che milita in Segunda División B. La stagione di Gutiérrez è al di sotto delle aspettative, infatti scende in campo nove volte.
Nel 1996 torna  nel Principato delle Asturie, con il modesto Caudal Deportivo de Mieres.
Gioca a Mieres fino al 1998, anno in cui si ritira.

## Palmarès

### Club
- Campionato spagnolo: 2

Real Madrid: 1988-1989, 1989-1990
- Coppa di Spagna: 2

Real Madrid: 1988-1989
Real Saragozza: 1993-1994
- Supercoppa di Spagna: 2

Real Madrid: 1989, 1990